# Tunnel to Summer
Pour plus de détails, voir Fiche technique et Distribution.
Tunnel to Summer (夏へのトンネル、さよならの出口, Natsu e no tunnel, Sayonara no deguchi) est un film d'animation japonais réalisé par Tomohisa Taguchi et sorti en 2022.
Ce film est une adaptation du light novel Natsu e no Tunnel, sayonara no deguchi écrit par Mei Hachimoku et illustré par Kukka. C'est un film romantique esthétique qui a pour thème une histoire d'amour entre deux adolescents. Le film s'inscrit dans la catégorie shōjo et cible principalement les lycéennes.

## Synopsis
Deux adolescents : Kaoru, qui a perdu sa petite sœur, et une mystérieuse Anzu découvrent un tunnel magique qui permet de réaliser leurs rêves les plus chers. Cependant, le temps passé dans ce tunnel correspond à beaucoup plus de temps dans la vraie vie. Au terme d'une introspection qui apaise Kaoru, l'amour est au bout du tunnel.

## Fiche technique
Sauf indication contraire, les informations mentionnées dans cette section peuvent être confirmées par la base de données cinématographiques IMDb,  présente dans la section « Liens externes ».
- Titre français : Tunnel to Summer
- Titre original : 夏へのトンネル、さよならの出口, Natsu e no tunnel, Sayonara no deguchi
- Réalisation : Tomohisa Taguchi
- Scénario : Tomohisa Taguchi et Mei Hachimoku
- Animation :
- Décors :
- Montage :
- Musique :
- Production : Matsuo Ryoichiro, Akenosuke Kanazawa, Makiko Mameda et Keijirō Taguchi
- Société de production : CLAP
- Société de distribution : Anime Limited
- Pays de production :  Japon
- Langue originale : japonais
- Format : couleur — 2,35:1
- Genre : Animation
- Durée : 83 minutes
- Dates de sortie :
  - Japon : 9 septembre 2022
  - France : 12 juin 2023 (Festival international du film d'animation d'Annecy 2023), 5 juin 2024 (sortie nationale)

## Distribution

### Voix originales
- Marie Iitoyo : Anzu Hanashiro
- Ouji Suzuka : Kaoru Touno
- Tasuku Hatanaka : Shōhei Kaga
- Arisa Komiya : Koharu Kawasaki
- Haruka Terui : Hanamoto-sensei
- Rikiya Koyama : le père de Kaoru
- Seiran Kobayashi : Karen Touno

### Voix françaises
- Alice Orsat : Anzu Hanashiro
- Arthur Dubois : Kaoru Touno
- Sullivan Da Silva : Shōhei Kaga
- Audrey Di Nardo : Koharu Kawasaki
- Claire Cahen : Mme Hamamoto
- Franck Fischer : le père de Kaoru
- Marius Lemaire : Kaoru enfant
- Lisa Rose Argento : Karen Touno
- Lola Ledran
- Lionel Bourguet
- Jean Renaudieu
- Mathieu Dupire
- Naëlle Ulmann

## Sortie
Sorti le 5 juin 2024 au cinéma, il fait l'oeuvre de nombreuses notations déjà.

### Accueil critique
En France, le site Allociné propose une moyenne de 3,5⁄5, d'après l'interprétation de 21 critiques de presse.
Selon France Info, le film est un « bijou minimaliste ».

## Distinctions
- Festival international du film d'animation d'Annecy 2023 : Prix Paul Grimault[1]